# Габіден-Мустафінська селищна адміністрація
Габіде́н-Муста́фінська селищна адміністрація (каз. Ғабиден Мұстафин кенттік әкімдігі, рос. Габиден-Мустафинская поселковая администрация) — адміністративна одиниця у складі Бухар-Жирауського району Карагандинської області Казахстану. Адміністративний центр — селище Габідена Мустафіна.
Населення — 3548 осіб (2021; 4078 у 2009, 4294 у 1999, 4973 у 1989.
Станом на 1989 рік існувала Токаревська селищна рада (смт Токаревка) у складі Тельманського району.